# Ljungby tingsrätt
Ljungby tingsrätt var en tingsrätt i Kronobergs län. Ljungby tingsrätts domsaga omfattade Ljungby kommun, Markaryds kommun och Älmhults kommun. Tingsrätten och dess domsaga ingick i domkretsen för Göta hovrätt. Tingsrätten hade kansli i Ljungby. År 2005 uppgick tingsrätten och domsagan i Växjö tingsrätt och domsaga.

## Administrativ historik
Vid tingsrättsreformen 1971 bildades denna tingsrätt i Ljungby från häradsrätten för Sunnerbo härad som var placerad där. Domkretsen bildades av Sunnerbo tingslag samt de delar av Allbo tingslag som ingick i Älmhults kommun. Från 1971 ingick områdena för Ljungby kommun, Markaryds kommun och Älmhults kommun. Dessutom de delar av Östbo och Västbo tingslag som ingick i Ljungby kommun.
Tingsrätten och domsagan uppgick 12 september 2005 i Växjö tingsrätt och domsaga.

## Lagmän
- 1971-1973: Lars Munck af Rosenschöld
- 1973-1986: Nils Sönnerby
- 1987-1997: Per Olof Marke
- 1997-2005: Johan Mannergren